# Ninigi-no-Mikoto
Ninigi-no-Mikoto (瓊瓊杵尊) (também chamado Ame-nigishi-kuni-nigishi-amatsuhiko-hiko-ho-no-Ninigi-no-Mikoto) é, na mitologia japonesa, o neto da deusa Amaterasu. 

## Nome e etimologia
Ninigi-no-Mikoto, significa "O Grande Deus Ninigi". Ninigi também pode ser traduzido como "Amado fabricante de joias". Outro nome dado a ele é Ame-nigishi-kuni-nigishi-amatsuhiko-hiko-ho-no-ninigi-no-Mikoto (天邇岐志国邇岐志天津日高日子番能邇邇芸命) ou “O Grande Deus Ninigi, da Casa Imperial, Filho do Sol de Muitos Talentos”. 

## Mitologia
Segundo a mitologia japonesa Amaterasu enviou Ninigi-no-Mikoto para a terra, para ensinar o conhecimento sobre a plantação do arroz e governar o mundo (ou seja pacificar o Japão). Para cumprir essa tarefas Amaterasu forneceu-lhe três tesouros conhecidos como  As tres Reliquias Imperial do Japão.
- A jóia Magatama de Yasakani Yasakani no Magatama (八尺琼曲玉), localizado no Palácio Imperial (Kōkyo), em Tóquio;
- O espelho Yata no Kagami Yata no kagami (八咫镜), localizado no Santuário Ise, em Mie ;
- A espada de Kusanagi Kusanagi no Tsurugi (草薙剣) localizado no  Atsuta Jingu , em Nagoya .

Os dois primeiros artefatos foram utilizados para chamar a deusa  Amaterasu para fora da caverna Iwayado, a espada foi encontrada por seu irmão Susanoo em uma das caudas do Dragão de Oito Cabeças e Oito Caudas (Yamata no Orochi).
Saruta-hiko , deus da Terra, tentou se opor a sua chegada, mas Ame-no-Uzume-no-Mikoto o acalmou e convenceu-o a partilhar o seu reino. Eles se casaram depois. 
Ninigi e sua namorada Ko-no-Hana se encaminharam então para Himuka (日向) (atual Hyūga) , onde Ninigi construiu o seu palácio. Eles tiveram três filhos, Hosuseri, Hoderi e Hoori.  No entanto, seu casamento não durou: Ninigi estava com ciúmes e desconfiado. Desesperada, Ko-no-hana incendiou sua cabana e morreu nas chamas. 
O primeiro imperador (lendário) do Japão foi Iwarebiko, bisneto de Ninigi, conhecido postumamente como Imperador Jimmu. Que estabeleceu o império no ano de 660 a.C.
O conto de Ninigi no Mikoto sendo enviado à Terra aparece no Nihon Shoki. 